# Arkil
Arkil A/S er en dansk bygge- og anlægsvirksomhed og entreprenør. Det er et datterselskab til Arkil Holding A/S., som indtil juni 2019 var noteret på Fondsbørsen. 
Den administrerende direktør i datterselskabet er Michael Hansen.
Arkil har bl.a. fået til opgave at udbygge jernbane og infrastruktur i relation til København-Ringsted banen, Femern-forbindelsen, og rense Kærgård Plantage for de giftdepoter, som Grindstedværket har dumpet i 1960'erne.

## Historie
Virksomheden blev grundlagt under navnet Ove Arkil i 1941 af Ove Arkil. Han flyttede til Jylland med familien i 1937 for at starte en afdeling af Person Kleins Efterfølger A/S i Gentofte, som han var medejer af, men det blev opgivet da anden verdenskrig kom til Danmark. I starten foretog virksomheden bl.a. tørvegravning, men i 1951 fik Arkil til opgave at udbygge Flyvestation Skrydstrup, som firmaet stadig står for vedligeholdelsen af.
I 1955 blev firmaet Ove Arkil omdannet til et aktieselskab, og året efter etablerede man en fabrik til at producere asfalt i Jagel i Sydslesvig. Arkil Holding A/S drev forretning i både Danmark og Vesttyskland, hvor man var med til at genopbygge infrastrukturen.
I 1974 overtog Niels Arkil virksomheden, og Ove Arkil døde tre år senere. I 1978 blev firmaet børsnoteret, og årene var generelt præget af stor vækst. I 1980'erne var Arkil med til at udbygge naturgasnettet i Danmark og i 1990'erne blev det danske motorvejsnet udvidet. Der blev også etableret et datterselskab i Irland.
I 2004 ændredes navnet til Arkil A/S. Arkil fik også overtaget asfaltarbejde på Thule Air Base, og omsætningen nåede 1 mia. for første gang dette år. Året efter fik virksomheden en asfaltfabrik ved Næstved, og der blev etableret et nyt regionskontor i Hundige, der dækkede aktiviteter øst for Storbælt.
I 2007 overtog Jesper Arkil direktørposten fra sin far, og omsætningen nåede dette år over 2 mia. DKK. Året efter overtog Arkil Colas Danmarks opgaver indenfor anlæg, beton og kabel som led i planerne om at øge deres anlægsaktiviteter. I 2010 opkøbte man Arne Hansen A/S og Stürup A/S.
Siden 2010 er virksomheden i stigende grad engageret i store infrastrukturprojekter, som København-Ringsted banen, Ringsted-Fehmern banen, Silkeborgmotorvejen og en række større brobygningsprojekter. Aktiviteten i udlandet er på tilsvarende vis udvidet til at omfatte den nationale infrastruktur. Arkil Holding A/S er i dag blandt Danmarks største entreprenørvirksomheder.
I oktober 2014 kom det frem, at virksomhedens asfaltværk i Skrydstrup havde lugtforurenet 10 gange mere end tilladt, og været årsag til at virksomhedens naboer har haft kvalme, hovedpine og vejrtrækningsbesvær. Lugten af asfalt er dog kategoriseret som værende ikke-sundhedsskadelig, og Arkil ombyggede efterfølgende asfaltværket, som var et af virksomhedens ældste, opstillet i starten af 1970'erne.[kilde mangler]
Arkil-koncernen kunne i 2016 fejre 75 års jubilæum. Firmaet, der i over 50 år havde domicil på Åstrupvej i Haderslev, flyttede i 2015 hovedkontoret ud i nye lokaler på Søndergård Alle 4, tæt ved motorvejsafkørslen ved Hammelev. Der er afdelingskontorer fordelt over hele Danmark, det nordlige Tyskland og i Irland.
I 2019 afnoterede brødrene Jesper Arkil og Jens Skjøt-Arkil koncernen fra Fondsbørsen, efter at have afgivet et købstilbud til de øvrige aktionærer, som mødte tilstrækkelig tilslutning til at selskabet kunne afnoteres. Arkil Holding A/S ejes i dag af de to brødre gennem selskabet J2A Holding ApS.